# Philipsburg

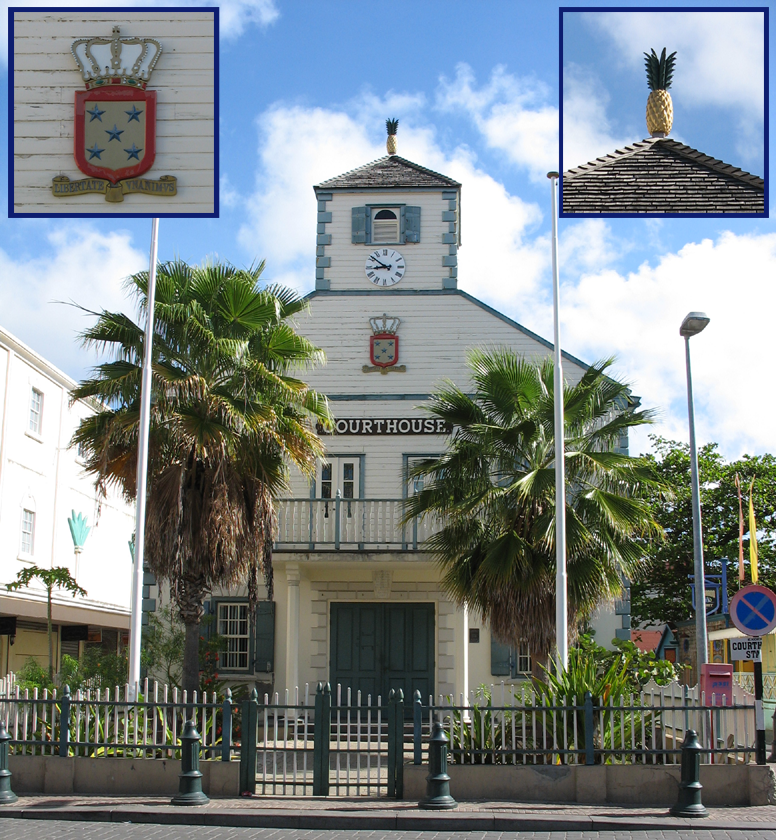
Gerichtsgebäude in Philipsburg

Philipsburg ist der Hauptort von Sint Maarten, dem zum Königreich der Niederlande gehörigen Land auf der karibischen Insel St. Martin. Im Jahr 2011 zählte der Ort 1327 Einwohner.
1763 vom schottischen Kapitän der niederländischen Marine John Philips gegründet, avancierte die Hafenstadt bald zu einem international wichtigen Warenumschlagplatz. Als schönes Beispiel westindischer Kolonialarchitektur gilt das 1793 errichtete Gerichtsgebäude.
Der Hafen der Stadt ist Anlegeplatz für Kreuzfahrtschiffe, welche die Insel besuchen, und wird zurzeit weiter ausgebaut. Momentan können bis zu acht Kreuzfahrtriesen gleichzeitig in Philipsburg anlegen. Dann verteilen sich bis zu 20.000 Tagestouristen in den Einkaufsstraßen der Stadt oder steuern von Philipsburg aus weitere Touristenattraktionen auf der Insel an, wie z. B. Marigot, den Hauptort des französischen Teils der Insel, oder den Maho Beach, von dem aus die auf dem Princess Juliana International Airport startenden bzw. landenden Flugzeuge aus wenigen Metern Entfernung beobachtet werden können. Philipsburg lebt von den Tagestouristen, die hier zollfrei einkaufen können. Nach deren Rückkehr auf die Schiffe schließt der Großteil der Bars, Restaurants und Geschäfte.

## Söhne und Töchter des Ortes
- Eugene Holiday (* 1962), Gouverneur von Sint Maarten
- Maryke Ciaramidaro (* 1981), Biathletin
- Shaquille Rombley (* 1996), Basketballspieler